# Yawm Halima
Yawm Halima ("Jornada de Halima") es el nombre dado a una batalla entre las tribus árabes gasánida y lájmida en el siglo VI.
Considerada "una de las batallas más famosas de la Arabia preislámica", recibe dicho nombre por Halima, la princesa gasánida que acompañó a los guerreros de su tribu. No está clara la identidad del rey gasánida, pero se le suele identificar con al-Harith ibn Jabalah, un rey cliente bizantino que solía enfrentarse con el rey lájmida Al-Mundhir III ibn al-Nu'man, vasallo de los persas sasánidas. Esto supone que además de la rivalidad tribal existente, ambas tribus estaban envueltas en el conflicto generalizado entre bizantinos y persas en Oriente Próximo y Medio.
Yawm Halima ha sido identificada como una batalla en junio de 554 cerca de Calcis, donde los gasánidas se enfrentaron y vencieron a una razia lájmida. La batalla terminó con una victoria gasánida y la muerte del rey lájmida, pero a costa del hijo mayor del rey gasánida, el príncipe Jabalah.